# Forcipulatida
Forcipulatida là một bộ sao biển trong lớp Asteroidea. Bộ này có 6 họ, 68 chi, tổng cộng có 300 loài

## Hình ảnh

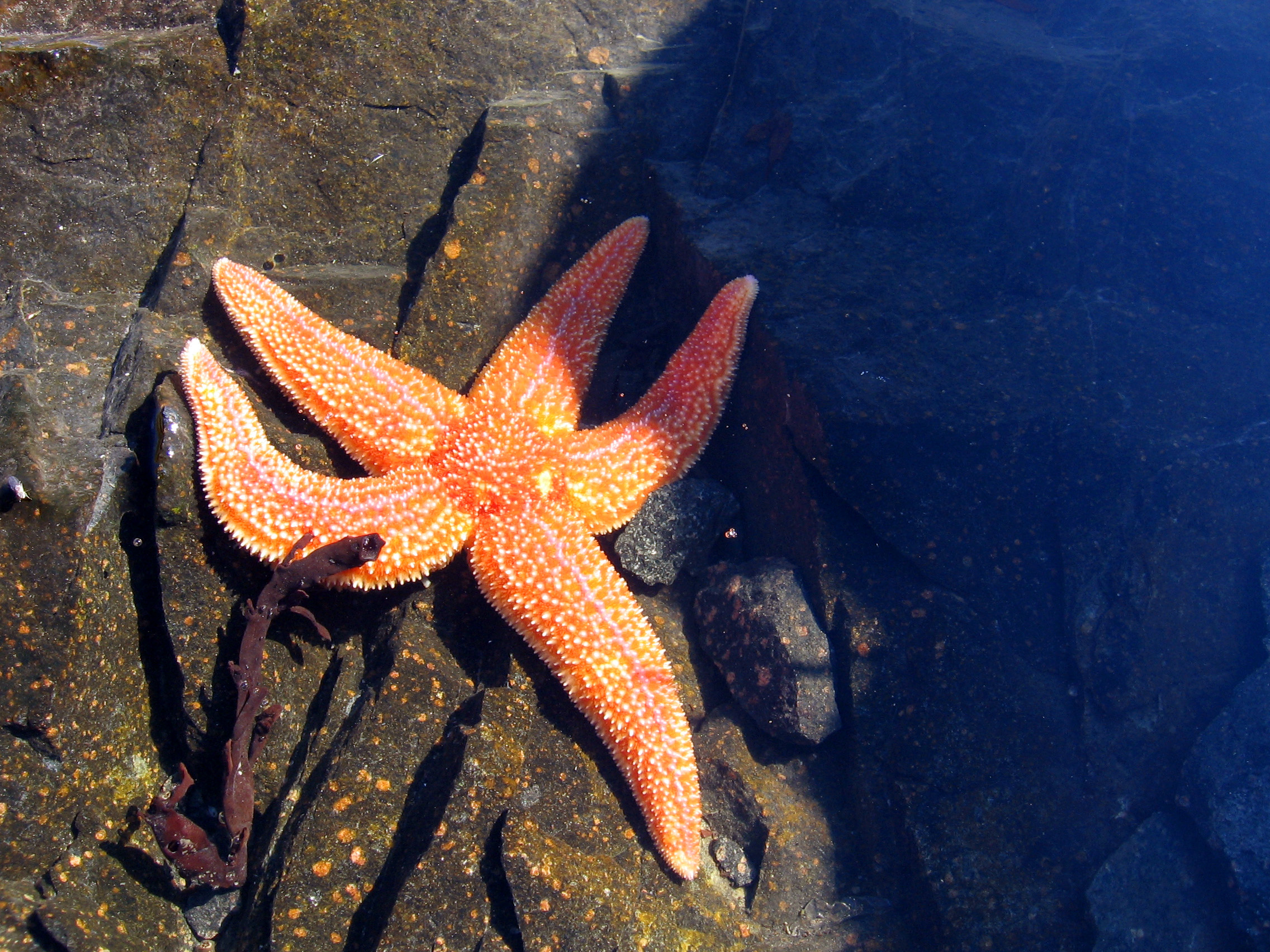
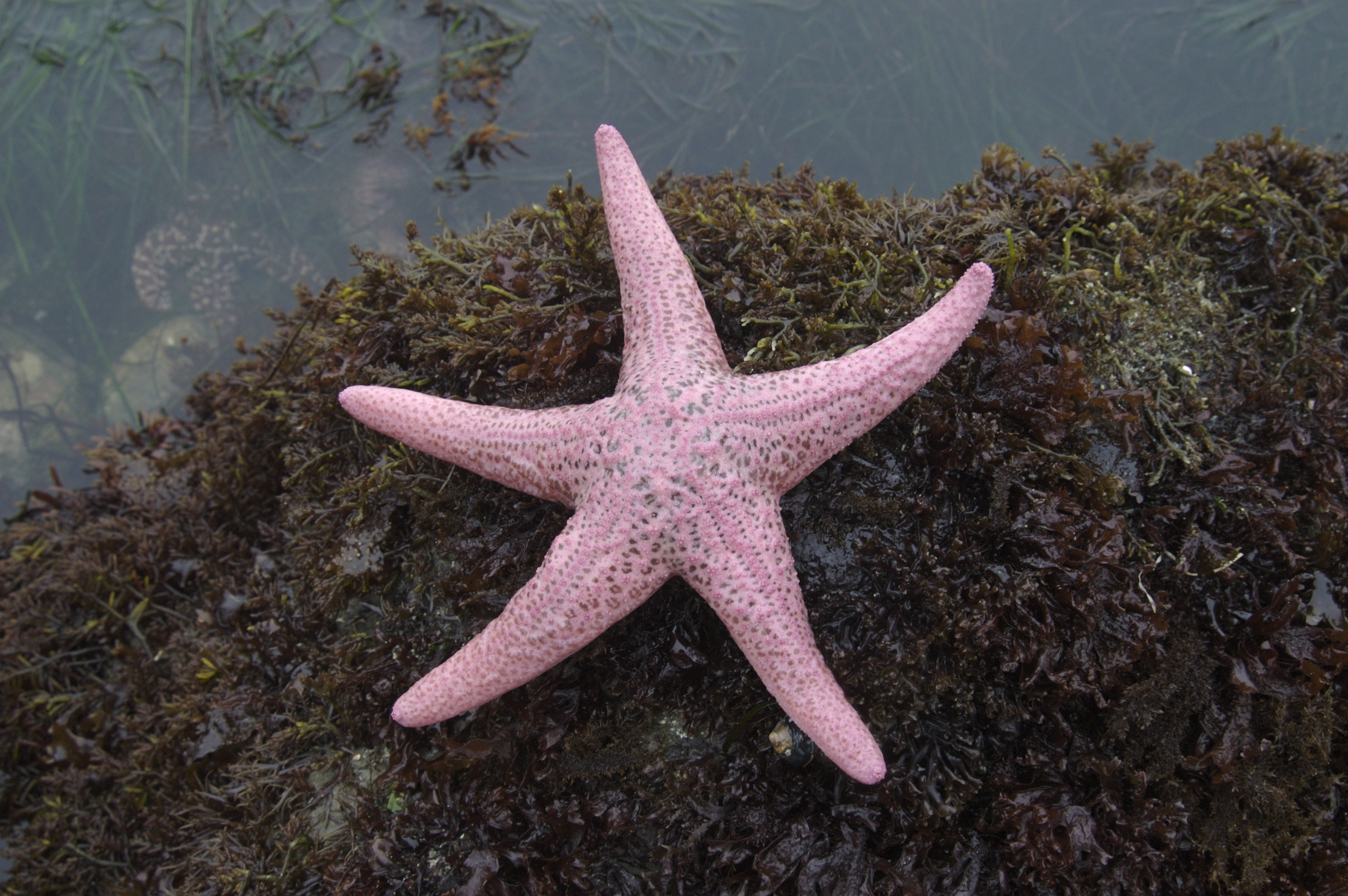
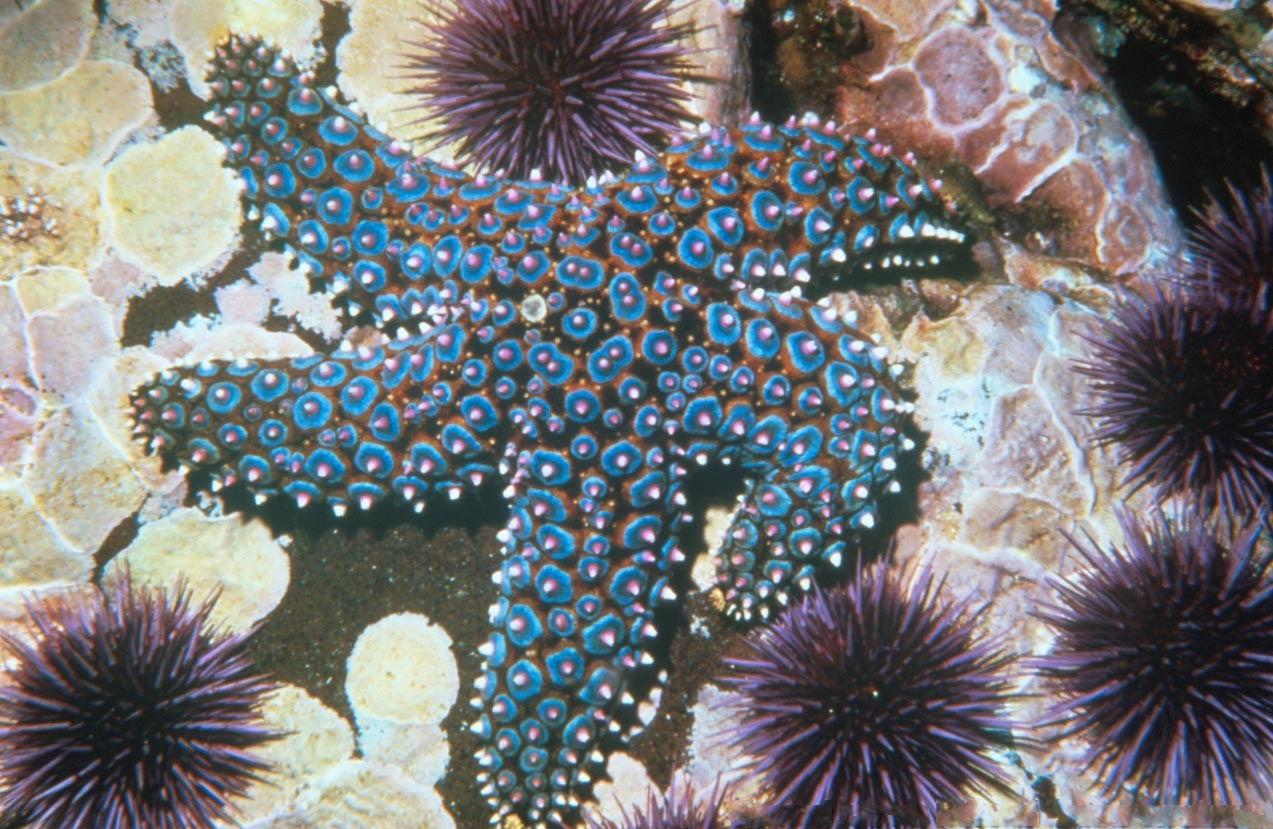

## Các họ
Bộ này có các họ sau:
- Asteriidae
- Heliasteridae
- Labidiasteridae
- Neomorphasteridae
- Pedicellasteridae
- Zoroasteridae